# Ron Regeer
Ron Regeer (1949, Den Haag) is een Nederlands voormalig topkorfballer. Hij won verschillende prijzen met zijn team, Ons Eibernest. Ook was hij in de jaren 70 een vaste speler van het Nederlands korfbalteam.

## Spelerscarrière
Regeer begon met korfbal op zijn 7e, in 1956 bij Ons Eibernest, een grote club uit Den Haag.
Hij doorliep de jeugd en debuteerde in seizoen 1968-1969 in het eerste team van Ons Eibernest, op 19-jarige leeftijd. Op dat moment had de club al een sterk team met spelers zoals Theo van Zee, Hans Pouw en Roel Evenblij.
Al in zijn eerste seizoen behaalde Regeer al zijn eerste nationale titel, want Ons Eibernest stond in 1969 in de landelijke zaalfinale. In deze eindstrijd won Ons Eibernest met 6-4 van het Amsterdamse Westerkwartier.
Zijn tweede seizoen was misschien wel de beste van zijn carrière, want in seizoen 1969-1970 won Ons Eibernest eigenlijk alles wat er te winnen viel. Eerst werd de ploeg wederom zaalkampioen, door in de finale weer te winnen van Westerkwartier. Iets later werd Ons Eibernest ook Nederlands veldkampioen, door met royale cijfers kampioen te worden. Het seizoen werd afgesloten met de Europacup van 1970, een internationaal veldtoernooi dat eind juni in Engeland werd gespeeld. Ons Eibernest versloeg in de poulefase het Britse Mitcham en het Belgische Meeuwen en kwam hierdoor uit in de finale. In de finale won Ons Eibernest ruim van AKC Blauw-Wit met 11-5, waardoor de ploeg in korte tijd 3 korfbalprijzen won. Ons Eibernest was op de toppen van hun kunnen.
In het seizoen erna, 1970-1971 zat Ons Eibernest dicht bij een herhaling van het jaar ervoor. Echter miste de ploeg een plek in de zaalfinale. Zo kwam de ploeg 2 punten tekort in de zaalcompetitie en moest het concurrent Archipel voor laten gaan. In de veldcompetitie verloor Ons Eibernest echter slechts 1 van de 20 wedstrijden en werd zodoende landskampioen. 
Het seizoen werd afgesloten met de Europacup van 1971, dat in Antwerpen werd gespeeld. Ons Eibernest won de 2 poulewedstrijden en won in de finale met 6-3 van LUTO.
Ook in seizoen 1971-1972 was Ons Eibernest dominant in Nederland. Ook in dit seizoen won de ploeg zowel de veld- als zaaltitel. Echter won de ploeg niet de Europacup van 1972. Wel speelde de ploeg de finale van deze Europacup, maar hierin verloor het van het Amsterdamse ROHDA.
In seizoen 1972-1973 kreeg Ons Eibernest meer weerstand in de competitie. Zo plaatste de ploeg zich wel weer voor de zaalfinale, maar werd er verloren van Archipel. Ook in de veldcompetitie kwam het Ons Eibernest niet meer aanwaaien en stond het na de reguliere competitie samen met Archipel op de 1e plaats. Er moest een beslissingswedstrijd worden gespeeld om te bepalen wie veldkampioen zou worden. Dit duel werd gespeeld op 26 mei 1973 en werd gewonnen door Ons Eibernest met 11-8, waardoor het alsnog een titel binnen sleepte dit seizoen. Ook werd dit jaar de Europacup gewonnen.
Ook in seizoen 1973-1974 won Ons Eibernest de veldtitel. Ditmaal verloor de ploeg geen enkele veldwedstrijd en werd het ongeslagen kampioen. Ook heroverde de ploeg de Europacup.
Seizoen 1974-1975 werd het 2e seizoen met de triple voor Ons Eibernest. De ploeg won de Nederlandse zaal- en veldtitel en ook wonnen ze de Europacup. 
In 1975 werd oud speler Theo van Zee de nieuwe hoofdcoach van de ploeg en onder zijn leiding moest Ons Eibernest op de top blijven. Ondertussen waren er meer ervaren spelers gestopt en werd de rol van Regeer steeds belangrijker.
In seizoen 1975-1976 wist Ons Eibernest zich op het nippertje te plaaten voor de zaalfinale. Hier was wel een beslissingsduel tegen Deetos voor nodig. In de zaalfinale werd echter met 13-9 gewonnen van Deto. In de veldcompetitie werd Ons Eibernest 2e in de competitie en moest het kampioenschap overlaten aan LUTO.
Hierna zette het verval van Ons Eibernest in. In seizoen 1976-1977 was Van Zee nog wel de coach, maar in de zaal werd de ploeg slechts 4e en op het veld 3e. Hierdoor was ook deelname aan de Europacup uitgesloten.
Na twee seizoenen vertrok coach Van Zee en werd er in de komende jaren snel gewisseld van coach. Zo zag Ons Eibernest coaches Klaas Mulder, Jan Bakker en Rob Vonk voorbijkomen. Ondanks deze wijzigingen kon de ploeg het succes van begin jaren '70 niet meer evenaren. De club had niet geïnvesteerd in de jeugd en had hierdoor geen nieuwe aanwas van spelers.
Het team werd snel ingehaald door andere korfbalclubs en slechts twee jaar later, in seizoen 1978-1979, degradeerde Ons Eibernest zowel in de zaal als op het veld uit de Hoofdklasse. Dit zou het laatste seizoen zijn van Regeer als speler in het eerste team.

## Erelijst
- Landskampioen veldkorfbal, 6× (1970, 1971, 1972, 1973, 1974, 1975)
- Landskampioen zaalkorfbal, 4× (1969, 1970,1973, 1975)
- Europacup kampioen veldkorfbal, 6× (1970, 1971, 1973, 1974, 1975, 1976)

## Oranje
In 1970 ging Regeer op korfbaltournee naar Spanje voor demonstraties. In 1972 werd hij ook officieel opgenomen in het Nederlands korfbalteam.
Regeer stopte in 1979 als international, nadat hij in de interland op 18 februari geblesseerd het veld verliet.
In totaal speelde Regeer 15 officiële interlands, waarvan 11 op het veld en 4 in de zaal.